# Flores del Trópico
Flores del Trópico är en ort i Mexiko.   Den ligger i kommunen Centro och delstaten Tabasco, i den sydöstra delen av landet, 700 km öster om huvudstaden Mexico City. Flores del Trópico ligger 8 meter över havet och antalet invånare är 499.
Terrängen runt Flores del Trópico är mycket platt. Runt Flores del Trópico är det tätbefolkat, med 442 invånare per kvadratkilometer. Närmaste större samhälle är Villahermosa, 5,1 km öster om Flores del Trópico. Runt Flores del Trópico är det i huvudsak tätbebyggt.